# 巴塔哥鸟属
巴塔哥鸟属（学名：Patagopteryx）是真鸟类恐龙已灭绝的一个单型属，生存于距今8000万年左右的晚白垩世，分布于今阿根廷巴塔哥尼亚西北部的巴罗萨山（Sierra Barrosa）。这种鸟约有家鸡大小，是恐龙第二次丧失飞行能力已知最早的明确例子：巴塔哥鸟的骨骼清楚地表明其祖先是飞行动物，尽管其它研究发现有些更早分化的兽脚类恐龙也经历了第二次飞行能力丧失。

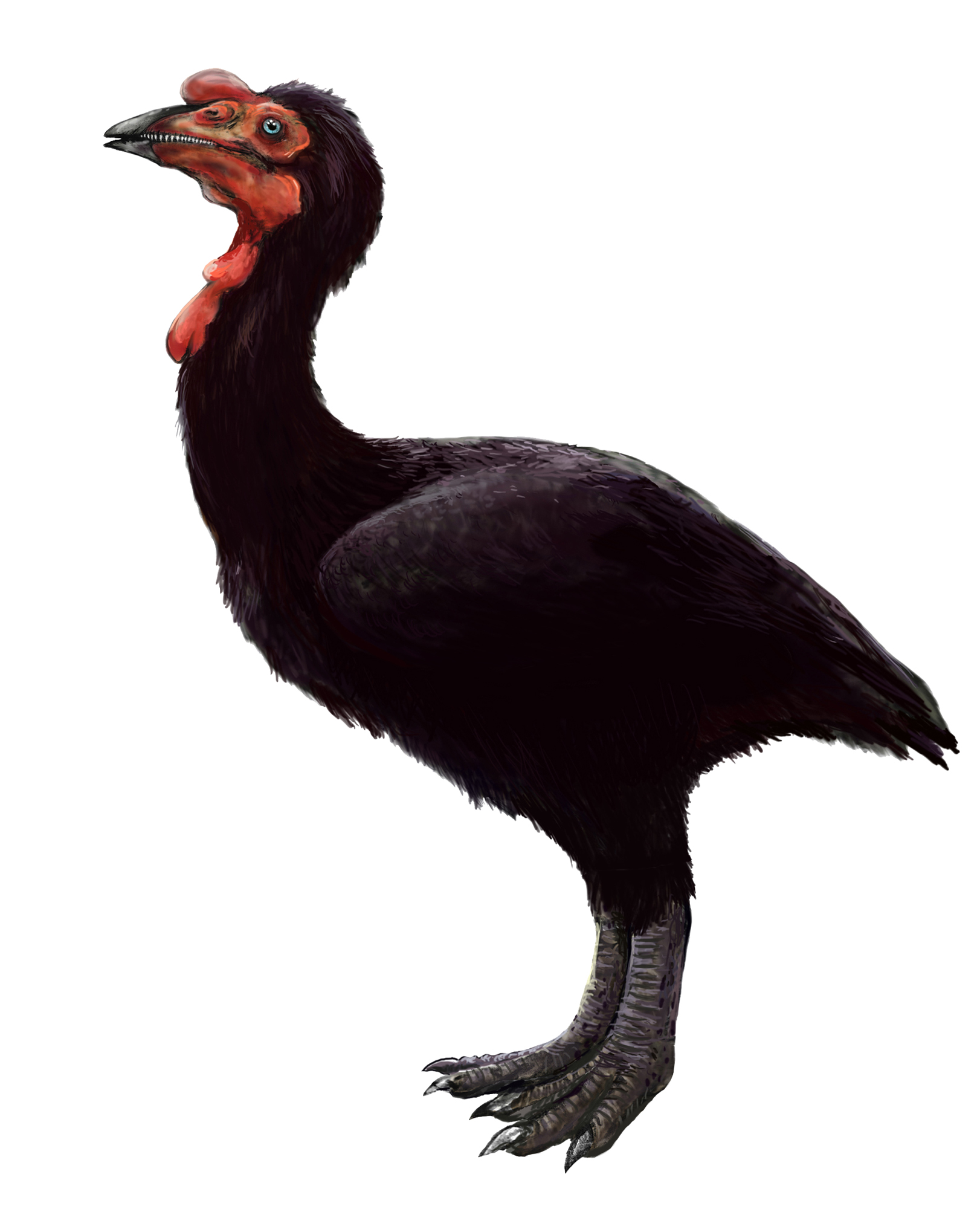
复原图

巴塔哥鸟化石由科马约国立大学自然历史博物馆馆长奥斯卡·德·费拉里斯（Oscar de Ferrariis）于1984至85年左右在晚白垩世桑托期的下营组发现，并交予知名古生物学家何塞·波拿巴，后者于1992年将其描述为新种德氏巴塔哥鸟（Patagopteryx deferrariisi）。

## 描述
巴塔哥鸟足部骨骼愈合，很像现代鸟类。这种鸟没有叉骨，因此也没有飞行所必需的肌肉。腿部的股骨很短，说明其善于奔跑。第二趾生有弯曲的爪子，但貌似并作武器使用。巴塔哥鸟可能为杂食动物，并成群结队地穿越南美平原。